# Оболенский, Владимир Николаевич (метеоролог)
Владимир Николаевич Оболенский (15 (27) июля 1877 года, Курск — 21 сентября 1942 года, Киров) — российский и  советский метеоролог, доктор физико-математических наук. Стоял у истоков разработки методов активного воздействия на облака и туманы. Создатель и глава Института экспериментальной метеорологии (1932—1940).

## Биография
Родился в семье преподавателя фельдшерской школы. После окончания в 1895 году Курской мужской гимназии поступил на физико-математический факультет Московского университета, который окончил в 1901 году. 
В 1901 году стал ассистентом при физической лаборатории, а затем — наблюдателем магнито-метеорологической обсерватории Одесского университета. В 1909 году при Киевском университете получил степень магистра физико-географических наук. 
С 1915 года — профессор Лесного института (затем — Ленинградской лесотехнической академии). В 1921—1923 годах В. Н. Оболенский — директор Главной физической обсерватории.
Занимался изучением атмосферного электричества, исследованиями в области аэрологии и климатологии. 
В 1931 году Оболенский создал специальный научно-исследовательский институт искусственного дождевания, реорганизованный затем в Ленинградский институт экспериментальной метеорологии (ЛИЭМ), руководителем которого он оставался до конца жизни. Этот институт занимался изучением процессов и условий образования облаков и осадков, исследовались возможности вызывания их искусственным путем. Были сконструированы сложнейшие экспериментальные установки, специальная измерительная аппаратура, камера искусственного тумана (башня тумана). В институте исследовались и воспроизводились различные условия образования атмосферных осадков, состояний атмосферы, которые создаются при засухах и суховеях. 
В 1938—1942 годах Оболенский был также заведующим кафедрой метеорологии и климатологии ЛГУ.
Умер в Кирове 21 сентября 1942 года от общего истощения организма вследствие длительного голода вскоре после эвакуации из блокадного Ленинграда.

## Публикации
- Фотоэлектрическое действие ультрафиолетовых лучей применительно к земной атмосфере. Одесса, 1913.
- Обзор современного состояния учения об атмосферном электричестве. Пг., 1914.
- Установки по атмосферному электричеству в Константиновской обсерватории. [Пг., 1917]
- Сейши и их теория. [Пг., 1919]
- Записки лекций по метеорологии, читанные в 1924-25 учебном году. Л., 1925.
- Основы метеорологии. М.; Л., 1931.
- Краткий курс метеорологии. Л., 1932.
- Метеорология. Л., 1938.[2]